# Zdzisław Kostecki
Zdzisław Andrzej Kostecki herbu Korczak (ur. 27 listopada 1864 we Lwowie, zm. 22 lutego 1947 w Krakowie) – tytularny generał dywizji Wojska Polskiego.

## Życiorys
Urodził się 27 listopada 1864 we Lwowie, w ówczesnym Królestwie Galicji i Lodomerii, w rodzinie Macieja i Marii Miksz (Mikosz?). W 1879 wstąpił do korpusu kadetów. W 1884 został wcielony do Węgierskiego Pułku Piechoty Nr 25 w Łuczeńcu, a w 1887 przeniesiony do Galicyjskiego Pułku Ułanów Nr 6 w Przemyślu. W latach 1891–1893 był oficerem prowiantowym pułku. W 1905 został komendantem kadry zapasowej pułku, która stacjonowała w Przemyślu. W 1911 został przesunięty na stanowisko komendanta 2. dywizjonu w Dębicy, a w 1913 przeniesiony do garnizonu Rzeszów na stanowisko komendanta 1. dywizjonu. W latach 1915–1917 był komendantem Pułku Ułanów Nr 6.
Pod koniec listopada 1918 objął dowództwo 6 Pułku Ułanów Jazdy Lwowskiej, a 11 września 1919 6 Pułku Ułanów Kaniowskich. 25 września 1919 został dowódcą 2 Brygady Jazdy. 29 maja 1920 został zatwierdzony z dniem 1 kwietnia 1920 w stopniu pułkownika, w kawalerii, w grupie oficerów byłej armii austro-węgierskiej. 11 czerwca 1920, na wniosek Ogólnej Komisji Weryfikacyjnej, Naczelny Wódz nadał mu tytuł generała podporucznika kawalerii. 30 stycznia 1921 mianowany dowódcą miasta Krakowa. Od 1 czerwca 1921 jego oddziałem macierzystym był Oddział V Sztabu Generalnego. Następnie był komendantem Obozu Warownego „Kraków”. Z dniem 1 czerwca 1922 został przeniesiony w stan spoczynku, w stopniu rzeczywistego generała podporucznika. Jako oficer w stanie spoczynku został zatrzymany w służbie czynnej i pełnił ją w Departamencie II Jazdy Ministerstwa Spraw Wojskowych w Warszawie. 26 października 1923 Prezydent RP Stanisław Wojciechowski zatwierdził go w stopniu generała brygady. Z dniem 31 sierpnia 1924 został zwolniony z czynnej służby wojskowej. 19 stycznia 1925 Prezydent RP, prostując dekret z 26 października 1923, przyznał mu stopień tytularnego generała dywizji. Na emeryturze mieszkał w Krakowie. 
20 kwietnia 1897 w Zarzeczu zawarł związek małżeński z Jadwigą Marią z Markiewczów h. Dunin.
Zmarł 22 lutego 1947 w Krakowie. Pochowany na cmentarzu Rakowickim w Krakowie (kwatera 6 WOJ-płd-8).

## Awanse
- kadet-zastępca oficera – starszeństwo z 1 września 1884[24]
- porucznik (niem. Leutnant) – starszeństwo z 1 maja 1887[25]
- nadporucznik (niem. Oberleutnant) – starszeństwo z 1 listopada 1890[26]
- rotmistrz 2. klasy (rittmeister 2. kl.) – starszeństwo z 1 listopada 1898[27]
- rotmistrz 1. klasy (rittmeister 1. kl.) – 1901 ze starszeństwem z 1 listopada 1898[28]
- major (major) – starszeństwo z 1 listopada 1910[29]
- podpułkownik (oberstleutnant) – 1914
- pułkownik (oberst) – starszeństwo z 1 listopada 1915
- tytularny generał podporucznik – 11 czerwca 1920
- generał brygady – 1 czerwca 1922
- tytularny generał dywizji – 19 stycznia 1925

## Ordery i odznaczenia
- Krzyż Walecznych[15]
- Krzyż Oficerski Orderu Legii Honorowej (Francja)[15]

austro-węgierskie
- Order Korony Żelaznej III klasy z dekoracją wojenną – 1916[30]
- Krzyż Zasługi Wojskowej 3 klasy z dekoracją wojenną[31]
- Brązowy Medal Zasługi Wojennej na czerwonej wstążce[31]
- Odznaka za Służbę Wojskową 3 klasy[31]
- Medal Jubileuszowy Pamiątkowy dla Sił Zbrojnych i Żandarmerii[31]
- Krzyż Jubileuszowy Wojskowy[31]
- Krzyż Pamiątkowy Mobilizacji 1912–1913[31]